# Jack Morris
Jack Morris é um ex-jogador profissional de beisebol norte-americano.

## Carreira
Jack Morris foi campeão da World Series 1993 jogando pelo Toronto Blue Jays. Na série de partidas decisiva, sua equipe venceu o Philadelphia Phillies por 4 jogos a 2.